# Побуна у Бољевцу (1883)
Побуна у Бољевцу (21-28. октобра 1883), устанак српских сељака и грађана против власти Краљевине Србије у току Тимочке буне. Неколико хиљада устаника под вођством радикалског народног посланика Маринка Ивковића преузело је власт у бољевачком срезу Црноречког (Зајечарског) округа. Устаници су позатварали локалне чиновнике, а затим се утврдили на Честобродици, на западној граници њиховог округа, како би дочекали краљевску војску и послали одред коњаника да побуни народ у зајечарском срезу. Међутим, напад устаника на Зајечар одбијен је 27. октобра, а главнина устаника на Честобродици разбијена је истог дана, после чега је побуњени Бољевац заузет без борбе. Краљевска војска није имала губитака, а неколико стотина устаника похапшено је и осуђено на робију, док су вође погубљене.

## Позадина

### Политичке прилике у Србији 1883. године
До смрти кнеза Михаила Обреновића (1868), Кнежевина Србија била је аутократска и полицијска држава под влашћу кнеза и чиновничке бирократије. После доношења Устава из 1869, Србија је формално постала парламентарна монархија, са Народном скупштином и општим правом гласа. Међутим, у земљи без демократских политичких традиција, слободне штампе и политичких странака, избори за Народну скупштину вршени су под строгом контролом полиције, и бирани су скоро искључиво кандидати предложени од владе (тј. среских и окружних начелника на локалном нивоу). Тако је до 1880. власт у Скупштини остала чврсто у рукама Јована Ристића и Либералне странке, основане 1858, коју су чиниле старе присталице династије Обреновића из редова чиновника, свештенства, интелигенције и најимућнијих сељака и трговаца, док је опозиција била малобројна и неорганизована, без утицаја у народу. На скупштинским изборима након Српско-турског рата (1876—1878) крајем 1878, либерална влада добила је велику већину: од 172 посланика, свега 40 било је из редова опозиције, већином из Источне Србије: овај крај, освојен и опљачкан у Првом српско-турском рату, налазио се у великој материјалној беди и незадовољно локално становништво изабрало је већином опозиционе кандидате из редова сељака, сеоских попова и паланачких трговаца. Вођа опозиције био је инжињер Никола Пашић, народни посланик из Зајечара и једини опозиционар са факултетском дипломом, један од првих присталица Светозара Марковића у народу познат као комуниста.
Иако је скупштинска опозиција била слаба, фактори изван скупштине довели су пада либералне владе - кнез Милан, који се од традиционалне русофилске политике, коју су либерали спроводили од 1858, окренуо аустрофилској политици након Берлинског конгреса, отпустио је владу Јована Ристића 14. октобра 1880. због неприхватања либерала да потпишу трговински уговор са Аустроугарском, који би отворио српско тржиште за аустријску индустрију и тиме уништио домаће занатство и индустрију у зачетку. Нову владу кнез Милан је поверио групи слободоумних (за оно време) младих интелектуалаца, бивших либерала и конзервативаца, који су почетком 1880. покренули политички лист Видело, у коме су отворено критиковали политику либералне владе и захтевали веће грађанске и политичке слободе. Кнез Милан је за председника владе поставио Милана Пироћанца, судију Касационог суда, министар унутрашњих послова постао је Милутин Гарашанин, артиљеријски мајор и унук Илије Гарашанина, а министар финансија и спољних послова постао је Чедомиљ Мијатовић, професор економије на Великој школи. Нова влада почела је свој рад објављивањем потпуних политичких слобода - први акт новог министра унутрашњих дела (20. новембра 1880) био је да званично забрани свим полицијским властима свако мешање у изборе за народну скупштину, као неуставно и нелегално. Рад нове владе подржала је и дотадашња опозиција, на челу са Пашићем, који је објавио да је програм нове владе сасвим близак програму опозиције. На скупштинским изборима од 30. новембра 1880, кандидати нове владе наступили су заједно са опозиционарима против либерала - без подршке полиције, либерали су страховито потучени на изборима, добивши свега 7 посланика. Након изборне победе, владина већина се поделила на два дела - 8. јануара 1881. основана је Народна радикална странка на челу са Николом Пашићем, којој је приступило 40 народних посланика, и покренут је страначки лист Самоуправа. У одговор, већ 10. јануара присталице владе основале су Напредну странку, којој је приступило 119 посланика. У почетку, нове странке су сарађивале у Скупштини, тврдећи да имају исте циљеве, али је тврдоглаво одбијање кнеза Милана да прими радикале у владу (иако је влада наменила Пашићу место потпредседника владе или председника Скупштине) убрзо отерало Народну радикалну странку у опозицију.

### Разоружавање народне војске
Народна Скупштина Краљевине Србије, у којој је напредњачка влада имала вештачки створену већину пошто су посланици Народне радикалне странке  избачени из Скупштине и замењени другопласираним кандидатима (неки од ових кандидата имали су само по два гласа, па је Народна Скупштина у радикалској штампи прозвана Двогласна Скупштина), изгласала је нови Закон о устројству војске 27. децембра 1882. По том Закону, сви војни обвезници од навршене 20. до навршене 50. године, после одслужења војног рока у сталном кадру (у касарни), сматрани су заправо резервистима активне војске. И то првог позива до навршене 30. године, другог позива од 31. до 37, а трећег позива од 38. до навршене 50. Овај закон предвиђао је укидање и разоружање дотадашње Народне војске, која је постојала од 1861. и изнела главни терет ратова са Турцима 1876-1878. Стога су 25. јуна 1883. према наредби министра војног образоване пописне комисије које су крајем септембра, по завршетку претходног рада у штабовима, кренуле по срезовима (седиштима територијалних батаљона Народне војске) са задатком да покупе, што је у пракси значило да одузму, државно оружје од обвезника дотадашње прве и друге класе Народне војске „као непотребно“, пошто ће се старо, застарело оружје (пушке Пибоди модел 1870) заменити новим (пушке Маузер-Кока), али им се „неће давати на руке“ него ће остати у војним магацинима. Упркос наређењима владе и локалних власти, војни обвезници у свим крајевима Србије нерадо су предавали оружје државним властима, пошто се поседовање оружја сматрало неотуђивим правом сваког грађанина и гаранцијом личне и имовинске безбедности, као и политичких права. Отпору бивших војника допринела је и пропаганда опозиционе Народне радикалне странке, чији је лист Самоуправа тих дана објавио два веома популарна чланка под речитим насловима Не дајте оружје и Силу силом одбијте, у којима је одузимање оружја од народа проглашавано неуставним и нелегалним, и народ се подстицао да се ако треба и силом одупре насиљу власти које крше његова уставна права. Иако је немира и отпора предаји оружја било у свим крајевима, отворени отпор и побуна избили су само у три округа Тимочке крајине - Црноречком (Зајечарском), Алексиначком и Књажевачком.

### Побуна у Кривом Виру
Дана 20. октобра 1883. сељаци из Кривог Вира одбили су да предају оружје регрутној комисији и успешно растерали одред чувара јавне безбедности који су покушали да их застраше и натерају на послушност. Суочени са свега неколико стотина наоружаних сељака, жандарми се нису усудили да пуцају на народ, а коњички ескадрон под командом потпуковника Срећковића, који је дошао да их подржи, повукао се без борбе.

Сукоб у Кривом Виру завршио се устаничком победом без борбе: из овог догађаја сукобљене стране извукле су потпуно супротне закључке. Са једне стране, влада је закључила да се овакав устанички покрет може угушити само безобзирном применом силе. На другој страни, устаници су поверовали да ће пуком демонстрацијом силе од стране окупљеног наоружаног народа, без борбе, уплашити и отерати владине трупе које не смеју да пуцају на сопствени народ. Ово погрешно схватање довело је устанике у неповољан положај у свим каснијим сукобима током Тимочке буне.

## Побуна

### Почетак
Очекујући оштар одговор власти на побуну у Кривом Виру, главне вође радикала у Бољевцу су већ у зору 21. октобра окупиле народ и заузеле среско начелство, али је срески начелник још током ноћи умакао у Зајечар, поневши са собом благајну са управо прикупљеним данком. Бунтовничке страже већ су контролисале друмске и планинске прелазе. Потпуковник Срећковић је са ескадроном преноћио у Бољевцу и око 4:30 ујутро кренуо натраг преко Лукова и Честобродице, коју је већ затекао запоседнуту од неколико одреда побуњеника (око 500-600 људи), који су га пустили да прође без борбе све до села Извора, где се сусрео са честобродичким одредом (1 батаљон пешадије и 1 батерија) који му је ишао у помоћ. Бољевац је био средиште среза, а тиме и локалног батаљона Народне војске: у подне је засвиран збор Народне војске и до вечери се на зборном месту окупило 1.000-2.000 наоружаних људи из Бољевца и неколико околних села (Планиница, Илијна, Врбовац, Добрујевац). На челу наоружаних маса била су три учитеља: Тихомир Маринковић, Неша Магдић и Михаило Ступаревић, али је врховну команду преузео бивши радикалски посланик, поп Маринко Ивковић, који је позвао окупљене да одмах крену у помоћ Кривовирцима. Само један од присутних сељака се успротивио побуни, али је одмах добио ударац мотком по глави, од кога се онесвестио. Када се сазнало да у Кривом Виру нема војске, а да су сами Кривовирци кренули према Честобродици да тамо поседну одбрамбене положаје, бољевачки устаници су такође кренули на Честобродицу, где су се улогорили 23. октобра. Ту се скупило око 2.000-3.000 устаника, а за команданта логора одређен је четовођа Сава Милићевић, земљорадник из Кривог Вира.

### Одговор власти
Већ 21. октобра краљевим указом проглашено је ванредно стање у Црноречком округу, успостављен је Преки суд и упућен је генерал Тихомир Николић на челу 8 батаљона стајаће војске са диктаторским овлашћењима да умири побуњене крајеве, а војницима у његовој служби одређена је дупла плата на терет побуњених крајева. Тројици судија Преког суда наређено је да доносе пресуде против побуњеника без права жалбе, а полицијским властима да их извршавају у року од 24 сата, укључујући и смртне казне на лицу места. Сутрадан су укинути закони о слободи штампе и слободи збора и удруживања у целој земљи.